# Genetzter Puppenräuber
Der Genetzte Puppenräuber (Calosoma reticulatum) ist ein Käfer aus der Familie der Laufkäfer (Carabidae) und zählt zur Gattung der Puppenräuber (Calosoma).

## Merkmale
Die Käfer werden 20 bis 26 Millimeter lang. Sie sind überwiegend schwarz gefärbt, sind aber an manchen Körperstellen grün-metallisch gefärbt, wobei häufig auch ein rötlicher Schimmer vorhanden ist. Seinen Namen verdankt er der arttypischen Netzstruktur der Deckflügel.

## Vorkommen
Die Tiere kommen in Nord- und Mitteleuropa vor. In Deutschland ist diese Art vom Aussterben bedroht, die meisten Funde stammen aus den 1950er Jahren, vor allem aus dem Gebiet um Berlin. Mittlerweile ist sie ausschließlich nördlich und westlich der Lüneburger Heide und stabil im nördlichen Sachsen-Anhalt anzutreffen. Sie leben in sandigen Gebieten, wie z. B. auf trockenen Heiden, Feldern und in lichten Wäldern. Man findet sie entweder am Boden oder auf niedriger Vegetation.

## Lebensweise
Die Käfer ernähren sich ausschließlich von Raupen der Schmetterlinge.